# French Open 2021
Die 120. French Open waren ein Grand-Slam-Tennisturnier, das vom 30. Mai bis 13. Juni 2021 in Paris im Stade Roland Garros stattfand. Die Qualifikationsrunden begannen am 24. Mai.
Titelverteidiger im Einzel waren Rafael Nadal bei den Herren sowie Iga Świątek bei den Damen. Im Herrendoppel waren dies Kevin Krawietz und Andreas Mies, im Damendoppel Tímea Babos und Kristina Mladenovic. Ein Mixed-Turnier fand 2020 nicht statt.

## Herreneinzel
Setzliste
| Nr. | Spieler               | Erreichte Runde |
| --- | --------------------- | --------------- |
| 01. | Novak Đoković         | Sieg            |
| 02. | Daniil Medwedew       | Viertelfinale   |
| 03. | Rafael Nadal          | Halbfinale      |
| 04. | Dominic Thiem         | 1. Runde        |
| 05. | Stefanos Tsitsipas    | Finale          |
| 06. | Alexander Zverev      | Halbfinale      |
| 07. | Andrei Rubljow        | 1. Runde        |
| 08. | Roger Federer         | Achtelfinale    |
| 09. | Matteo Berrettini     | Viertelfinale   |
| 10. | Diego Schwartzman     | Viertelfinale   |
| 11. | Roberto Bautista Agut | 2. Runde        |
| 12. | Pablo Carreño Busta   | Achtelfinale    |
| 13. | David Goffin          | 1. Runde        |
| 14. | Gaël Monfils          | 2. Runde        |
| 15. | Casper Ruud           | 3. Runde        |
| 16. | Grigor Dimitrow       | 1. Runde        |

| Nr. | Spieler                | Erreichte Runde |
| --- | ---------------------- | --------------- |
| 17. | Milos Raonic           | Rückzug         |
| 18. | Jannik Sinner          | Achtelfinale    |
| 19. | Hubert Hurkacz         | 1. Runde        |
| 20. | Félix Auger-Aliassime  | 1. Runde        |
| 21. | Alex de Minaur         | 2. Runde        |
| 22. | Cristian Garín         | Achtelfinale    |
| 23. | Karen Chatschanow      | 2. Runde        |
| 24. | Aslan Karazew          | 2. Runde        |
| 25. | Daniel Evans           | 1. Runde        |
| 26. | Lorenzo Sonego         | 1. Runde        |
| 27. | Fabio Fognini          | 3. Runde        |
| 28. | Nikolos Bassilaschwili | 2. Runde        |
| 29. | Ugo Humbert            | 1. Runde        |
| 30. | Taylor Fritz           | 2. Runde        |
| 31. | John Isner             | 3. Runde        |
| 32. | Reilly Opelka          | 3. Runde        |

## Dameneinzel
Setzliste
| Nr. | Spielerin          | Erreichte Runde |
| --- | ------------------ | --------------- |
| 01. | Ashleigh Barty     | 2. Runde        |
| 02. | Naomi Ōsaka        | 2. Runde        |
| 03. | Aryna Sabalenka    | 3. Runde        |
| 04. | Sofia Kenin        | Achtelfinale    |
| 05. | Elina Switolina    | 3. Runde        |
| 06. | Bianca Andreescu   | 1. Runde        |
| 07. | Serena Williams    | Achtelfinale    |
| 08. | Iga Świątek        | Viertelfinale   |
| 09. | Karolína Plíšková  | 2. Runde        |
| 10. | Belinda Bencic     | 2. Runde        |
| 11. | Petra Kvitová      | 2. Runde        |
| 12. | Garbiñe Muguruza   | 1. Runde        |
| 13. | Jennifer Brady     | 3. Runde        |
| 14. | Elise Mertens      | 3. Runde        |
| 15. | Wiktoryja Asaranka | Achtelfinale    |
| 16. | Kiki Bertens       | 1. Runde        |
| 17. | Maria Sakkari      | Halbfinale      |

| Nr. | Spielerin                    | Erreichte Runde |
| --- | ---------------------------- | --------------- |
| 18. | Karolína Muchová             | 3. Runde        |
| 19. | Johanna Konta                | 1. Runde        |
| 20. | Markéta Vondroušová          | Achtelfinale    |
| 21. | Jelena Rybakina              | Viertelfinale   |
| 22. | Petra Martić                 | 1. Runde        |
| 23. | Madison Keys                 | 3. Runde        |
| 24. | Cori Gauff                   | Viertelfinale   |
| 25. | Ons Jabeur                   | Achtelfinale    |
| 26. | Angelique Kerber             | 1. Runde        |
| 27. | Alison Riske                 | Rückzug         |
| 28. | Jessica Pegula               | 3. Runde        |
| 29. | Weronika Kudermetowa         | 2. Runde        |
| 30. | Anett Kontaveit              | 3. Runde        |
| 31. | Anastassija Pawljutschenkowa | Finale          |
| 32. | Jekaterina Alexandrowa       | 2. Runde        |
| 33. | Paula Badosa                 | Viertelfinale   |

## Herrendoppel
Setzliste
| Nr. | Paarung                             | Erreichte Runde |
| --- | ----------------------------------- | --------------- |
| 01. | Nikola Mektić Mate Pavić            | Rückzug         |
| 02. | Juan Sebastián Cabal Robert Farah   | Halbfinale      |
| 03. | Rajeev Ram Joe Salisbury            | 2. Runde        |
| 04. | Marcel Granollers Horacio Zeballos  | 2. Runde        |
| 05. | Ivan Dodig Filip Polášek            | 2. Runde        |
| 06. | Pierre-Hugues Herbert Nicolas Mahut | Sieg            |
| 07. | Jamie Murray Bruno Soares           | Achtelfinale    |
| 08. | Łukasz Kubot Marcelo Melo           | 1. Runde        |

| Nr. | Paarung                               | Erreichte Runde |
| --- | ------------------------------------- | --------------- |
| 09. | Kevin Krawietz Horia Tecău            | Viertelfinale   |
| 10. | John Peers Michael Venus              | 2. Runde        |
| 11. | Wesley Koolhof Jean-Julien Rojer      | Achtelfinale    |
| 12. | Henri Kontinen Édouard Roger-Vasselin | 1. Runde        |
| 13. | Jérémy Chardy Fabrice Martin          | 2. Runde        |
| 14. | Sander Gillé Joran Vliegen            | Achtelfinale    |
| 15. | Raven Klaasen Ben McLachlan           | 2. Runde        |
| 16. | Marcus Daniell Philipp Oswald         | 2. Runde        |

## Damendoppel
Setzliste
| Nr. | Paarung                               | Erreichte Runde |
| --- | ------------------------------------- | --------------- |
| 01. | Hsieh Su-wei Elise Mertens            | Achtelfinale    |
| 02. | Barbora Krejčíková Kateřina Siniaková | Sieg            |
| 03. | Nicole Melichar Demi Schuurs          | Achtelfinale    |
| 04. | Shūko Aoyama Ena Shibahara            | 2. Runde        |
| 05. | Alexa Guarachi Desirae Krawczyk       | 1. Runde        |
| 06. | Chan Hao-ching Latisha Chan           | Achtelfinale    |
| 07. | Tímea Babos Wera Swonarjowa           | 1. Runde        |
| 08. | Xu Yifan Zhang Shuai                  | 2. Runde        |

| Nr. | Paarung                           | Erreichte Runde |
| --- | --------------------------------- | --------------- |
| 09. | Sharon Fichman Giuliana Olmos     | Achtelfinale    |
| 10. | Lucie Hradecká Laura Siegemund    | Achtelfinale    |
| 11. | Darija Jurak Andreja Klepač       | Viertelfinale   |
| 12. | Monica Niculescu Jeļena Ostapenko | Achtelfinale    |
| 13. | Ellen Perez Zheng Saisai          | 2. Runde        |
| 14. | Bethanie Mattek-Sands Iga Świątek | Finale          |
| 15. | Ashleigh Barty Jennifer Brady     | Rückzug         |
| 16. | Nadija Kitschenok Raluca Olaru    | 2. Runde        |

## Mixed
Setzliste
| Nr. | Paarung                          | Erreichte Runde |
| --- | -------------------------------- | --------------- |
| 01. | Barbora Krejčíková Filip Polášek | Viertelfinale   |
| 02. | Nicole Melichar Rajeev Ram       | Viertelfinale   |
| 03. | Demi Schuurs Wesley Koolhof      | Halbfinale      |
| 04. | Xu Yifan Bruno Soares            | 1. Runde        |

## Junioreneinzel
Setzliste
| Nr. | Spieler                    | Erreichte Runde |
| --- | -------------------------- | --------------- |
| 01. | Shang Juncheng             | Viertelfinale   |
| 02. | Bruno Kuzuhara             | Achtelfinale    |
| 03. | Pedro Boscardin Dias       | Achtelfinale    |
| 04. | Jack Pinnington Jones      | 1. Runde        |
| 05. | Giovanni Mpetshi Perricard | Halbfinale      |
| 06. | Jérôme Kym                 | 2. Runde        |
| 07. | Dali Blanch                | 2. Runde        |
| 08. | Daniel Rincón              | Viertelfinale   |

| Nr. | Spieler                 | Erreichte Runde |
| --- | ----------------------- | --------------- |
| 09. | Sean Cuenin             | Halbfinale      |
| 10. | Alexander Bernard       | 1. Runde        |
| 11. | Pierre Yves Bailly      | 2. Runde        |
| 12. | Mark Lajal              | 1. Runde        |
| 13. | Luca Van Assche         | Sieg            |
| 14. | Arthur Fils             | Finale          |
| 15. | Samir Banerjee          | 1. Runde        |
| 16. | Wjatscheslaw Bjelinskyj | Viertelfinale   |

## Juniorinneneinzel
Setzliste
| Nr. | Spielerin                   | Erreichte Runde |
| --- | --------------------------- | --------------- |
| 01. | Victoria Jiménez Kasintseva | Viertelfinale   |
| 02. | Alex Eala                   | 1. Runde        |
| 03. | Polina Kudermetowa          | Viertelfinale   |
| 04. | Diana Schneider             | Halbfinale      |
| 05. | Robin Montgomery            | Viertelfinale   |
| 06. | Océane Babel                | Achtelfinale    |
| 07. | Kryszina Dsmitruk           | Achtelfinale    |
| 08. | Natália Szabanin            | 2. Runde        |

| Nr. | Spielerin              | Erreichte Runde |
| --- | ---------------------- | --------------- |
| 09. | Oxana Selechmetjewa    | Halbfinale      |
| 10. | Maria Bondarenko       | 2. Runde        |
| 11. | Linda Fruhvirtová      | 2. Runde        |
| 12. | Sofia Costoulas        | 2. Runde        |
| 13. | Madison Sieg           | Achtelfinale    |
| 14. | Elvina Kalieva         | 1. Runde        |
| 15. | Priska Madelyn Nugroho | 1. Runde        |
| 16. | Dana Guzmán            | 1. Runde        |

## Juniorendoppel
Setzliste
| Nr. | Paarung                                | Erreichte Runde |
| --- | -------------------------------------- | --------------- |
| 01. | Mark Lajal Jack Pinnington Jones       | Achtelfinale    |
| 02. | Alexander Bernard Dali Blanch          | 1. Runde        |
| 03. | Jack Anthrop Shang Juncheng            | Achtelfinale    |
| 04. | Arthur Fils Giovanni Mpetshi Perricard | Sieg            |

| Nr. | Paarung                       | Erreichte Runde |
| --- | ----------------------------- | --------------- |
| 05. | Leo Borg Pedro Boscardin Dias | 1. Runde        |
| 06. | Sean Cuenin Luca Van Assche   | 1. Runde        |
| 07. | Samir Banerjee Ozan Colak     | Viertelfinale   |
| 08. | Jérôme Kym Luca Nardi         | Achtelfinale    |

## Juniorinnendoppel
Setzliste
| Nr. | Paarung                                   | Erreichte Runde |
| --- | ----------------------------------------- | --------------- |
| 01. | Alex Eala Oxana Selechmetjewa             | Sieg            |
| 02. | Linda Fruhvirtová Polina Kudermetowa      | Viertelfinale   |
| 03. | Victoria Jiménez Kasintseva Linda Nosková | Halbfinale      |
| 04. | Mathilda Mutavdzic Diana Schneider        | Achtelfinale    |

| Nr. | Paarung                              | Erreichte Runde |
| --- | ------------------------------------ | --------------- |
| 05. | Petra Marčinko Natália Szabanin      | Viertelfinale   |
| 06. | Kryszina Dsmitruk Darja Viďmanová    | 1. Runde        |
| 07. | Océane Babel Solana Sierra           | 1. Runde        |
| 08. | Maria Bondarenko Amarissa Kiara Tóth | Finale          |

## Herreneinzel-Rollstuhl
Setzliste
| Nr. | Spieler           | Erreichte Runde |
| --- | ----------------- | --------------- |
| 01. | Shingo Kunieda    | Finale          |
| 02. | Gustavo Fernández | Halbfinale      |

## Dameneinzel-Rollstuhl
Setzliste
| Nr. | Spielerin      | Erreichte Runde |
| --- | -------------- | --------------- |
| 01. | Diede de Groot | Sieg            |
| 02. | Yui Kamiji     | Finale          |

## Herrendoppel-Rollstuhl
Setzliste
| Nr. | Paarung                        | Erreichte Runde |
| --- | ------------------------------ | --------------- |
| 01. | Alfie Hewett Gordon Reid       | Sieg            |
| 02. | Stéphane Houdet Nicolas Peifer | Finale          |

## Damendoppel-Rollstuhl
Setzliste
| Nr. | Paarung                       | Erreichte Runde |
| --- | ----------------------------- | --------------- |
| 01. | Diede de Groot Aniek van Koot | Sieg            |
| 02. | Yui Kamiji Jordanne Whiley    | Finale          |

## Quadeinzel
Setzliste
| Nr. | Spieler          | Erreichte Runde |
| --- | ---------------- | --------------- |
| 01. | Dylan Alcott     | Sieg            |
| 02. | Andrew Lapthorne | 1. Runde        |